# Morcillo (Extremadura)
Morcillo es un municipio español, en la provincia de Cáceres, comunidad autónoma de Extremadura. Se sitúa en la comarca de las Vegas del Alagón, estando el pueblo entre las localidades de Montehermoso y Coria.
Tiene un área de 16,23 km² con una población de 412 habitantes y una densidad de 22,74 hab/km².

## Geografía física

### Localización
El término municipal de Morcillo limita con:
- Guijo de Galisteo al este;
- Guijo de Coria al noroeste;
- Coria al oeste;
- Torrejoncillo al suroeste.

### Hidrografía
Las tierras del municipio están atravesadas de norte a sur por el arroyo Grande, lo cual ha servido tradicionalmente para su riego. Ahora, el canal del Alagón, que también pasa por el término, permite un mayor aprovechamiento de los campos para el regadío.

### Orografía
El término municipal de Morcillo es prácticamente llano salvo algunas ondulaciones, ya que se sitúa en la depresión del río Alagón que lo delimita por el suroeste.

## Naturaleza
Además de las tierras cultivadas, hay árboles como la encina, junto a otras especies de matorral como la jara.

## Historia
No se conocen exactamente los orígenes del pueblo, pero se sabe que en 1791 era una aldea perteneciente a Coria.
A la caída del Antiguo Régimen la localidad se constituye en municipio constitucional en la región de Extremadura, partido judicial de Coria que en el censo de 1842 contaba con 40 hogares y 219 vecinos.

## Demografía
Morcillo cuenta con una población de 369 habitantes (INE 2024).
| Gráfica de evolución demográfica de Morcillo entre 1842 y 2021                                                      |
| |
| Población de derecho según los censos de población del INE Población de hecho según los censos de población del INE |

## Economía
Su economía es principalmente agrícola y ganadera, con zonas mayoritariamente de regadío.

## Transportes
Por Morcillo pasan o se inician las siguientes carreteras:
| Carretera                          | Lugar de entrada al pueblo | Lugares a los que va                                                        |
| ---------------------------------- | -------------------------- | --------------------------------------------------------------------------- |
| CC-13.7 Avenida de Gabriel y Galán | Norte de la localidad      | Lleva a Montehermoso, con salidas secundarias a Guijo de Galisteo y Valrío. |
| CC-13.7 Avenida de Gabriel y Galán | Suroeste de la localidad   | Lleva a la EX-A1, desde donde se puede ir a Coria o a Puebla de Argeme.     |
| Carretera de El Batán              | Sureste de la localidad    | Lleva a la EX-A1, cerca de El Batán.                                        |

## Patrimonio
Como monumento principal destaca la iglesia antigua, fechada en 1798, en donde destaca su campanario con 3 campanas, siendo la central de mayor tamaño que las laterales, y que recuerda en cierta manera, aunque salvando las distancias, la fachada de la iglesia renacentista de Santa María Novella de Florencia. Destacan además en la espadaña, los pilares adosados a los lados y entre los arcos de las campanas, a modo decorativo, así como dos especies de podios circulares a ambos lados de los pilares, también con una función decorativa o el característico remate de su espadaña, con la decoración de volutas en la zona intermedia y superior. Este campanario fue obra de algún arquitecto o albañil local del que se desconoce su nombre. El aspecto que presenta actualmente se debe a una restauración llevada a cabo a finales del siglo XX.
Otros edificios a destacar son la ermita antigua de San Antonio, la ermita nueva de San Antonio, situada en la carretera de Coria, y el puente sobre el arroyo de Morcillo.